# Bisdom Caruaru
Het bisdom Caruaru (Latijn: Dioecesis Caruaruensis) is een rooms-katholiek bisdom met als zetel Caruaru, in Brazilië. Het bisdom is suffragaan aan het aartsbisdom Olinda e Recife.

## Geschiedenis
Het bisdom werd opgericht op 7 augustus 1948, uit delen van het aartsbisdom Olinda e Recife en de bisdommen Nazaré en Pesqueira. 

## Parochies
Het bisdom had in 2021 een oppervlakte van 5.789 km2 en telde 966.430 inwoners waarvan 84,6% rooms-katholiek was.

## Bisschoppen
- Paulo Hipólito de Souza Libório (15 maart 1949 - 20 juni 1959)
- Augusto Carvalho (8 augustus 1959 - 27 oktober1993)
- Antônio Soares Costa (27 oktober 1993 - 7 juni 2002)
- Bernardino Marchió (6 november 2002 - 10 juli 2019)
- José Ruy Gonçalves Lopes (10 juli 2019 - heden)

Olinda e Recife (aartsbisdom) · Afogados da Ingazeira · Caruaru · Floresta · Garanhuns · Nazaré · Palmares · Pesqueira · Petrolina · Salgueiro